# Homòglif
En ortografia i tipografia, un homòglif és un dels dos o més grafemes, caràcters, o glifs amb formes que aparenten ser idèntiques o no poden distingir-se mitjançant una inspecció visual ràpida. Aquesta denominació també s'aplica a les seqüències de caràcters que comparteixen aquestes propietats.
L'antònim és el neologisme sinòglif, el qual es refereix als glifs que difereixen en aparença però representen la mateixa cosa. Els sinòglifs també es coneixen com a variants de visualització. El terme homògraf s'utilitza de vegades com a sinònim de homòglif, no obstant això, en el sentit lingüístic habitual els homògrafs són paraules que s'escriuen igual però tenen significats diferents: una propietat de les paraules, no dels caràcters.
En 2008, el Consorci Unicode va publicar el seu Informe Tècnic núm. 36 en el qual s'esmenten diversos problemes derivats de la semblança visual entre glifs d'un mateix sistema d'escriptura i entre glifs de sistemes d'escriptura diferents (p. ex., l'llatí i l'ciríl·lic).
Els tipus que contenen homòglifs es consideren inadequades per escriure i exhibir fórmules, URL, codi font, identificadors numèrics i altres tipus de text on els caràcters no sempre poden distingir-se mitjançant el context.

## 0 i O; 1, l i I
Existeixen dos importants conjunts de homòglifs que s'utilitzen quotidianament: el dígit zero i l'o majúscula (0 i O) i el dígit un, la lletra ela minúscula i la lletra i majúscula (1, l i I). En l'època de les màquines d'escriure hi havia poca o nul·la diferència visual entre aquests glifs (això es pot apreciar en el disseny de tipus a l'estil Courier, per exemple) i alguns mecanògrafs els utilitzaven indistintament, a manera de dreceres de teclat. De fet, la majoria de teclats mancaven d'una tecla per al dígit 1, requerint que els usuaris escrivissin la lletra l en canvi, i alguns també van ometre el 0. Quan aquests mecanògrafs van passar a ser operadors de computadores en les dècades de 1970 i 80, els seus hàbits mecanogràfics van romandre amb ells en la seva professió nova, provocant que, en alguns llibres produïts amb composició tipogràfica digital, s'utilitzessin els caràcters equivocats segons el context.
Els dissenyadors tipogràfics d'avui dia realitzen una acurada distinció entre aquests homòglifs, normalment dibuixant el dígit zero més estret i el dígit un amb serifes prominents. Les primeres impressions per computadora van ser més enllà fins i tot i marcaven el zero amb una barra o un punt (tret que encara està present en alguns tipus de lletra monoespacial), la qual cosa va crear un nou conflicte implicant la lletra escandinava Ø i la grega Φ (fi). A causa de les consideracions de disseny tipogràfic actuals, pensades per diferenciar amb major claredat aquests homòglifs, a més de la disminució dels mecanògrafs de l'època de les màquines d'escriure, han reduït la proliferació d'aquests errors específics.

## Homòglifs per combinacions de lletres
En alguns casos, certs parells de lletres poden lluir similars a glifs individuals: per exemple, rn pot semblar-se a m, cj a g, cl a d i vv a w, especialment si s'utilitzen tipus de lletra condensats o amb kerning reduït.